# 趙以成 (光緒進士)
趙以成（?—?），福建省福州府閩縣人，清朝政治人物、同進士出身。
光緒二十四年（1898年），参加光緒戊戌科殿試，登進士三甲158名。同年五月，授内阁中书。